# Inspektorat Południowo-Zachodni Okręgu Lwów Armii Krajowej
Inspektorat Południowo-Zachodni Okręgu Lwów Armii Krajowej – terenowa struktura Okręgu Lwów Armii Krajowej.

## Dowódcy
- mjr Józef Czerniatowicz „Roman” (kwiecień 1942 – czerwiec/lipiec 1942)
- mjr Władysław Mróz „Wiktor”, „Simon” (czerwiec/lipiec 1942 – 30 czerwca 1944)

## Obwody inspektoratu
Struktura organizacyjna podana za Atlas polskiego podziemia niepodległościowego:
- Obwód Drohobycz-Borysław Armii Krajowej[2]
- Obwód Stryj Armii Krajowej[a]
- Obwód Sambor Armii Krajowej[2]
- Obwód Turka[b]